# Evarcha reiskindi
Evarcha reiskindi là một loài nhện trong họ Salticidae.
Loài này thuộc chi Evarcha. Evarcha reiskindi được Berry, Joseph A miêu tả năm 1996. Beatty & Jerzy Prószyński.